# 小公視
小公視（英語：PTS XS）是公共電視文化事業基金會旗下的一個電視頻道，通稱「公視兒少台」，前身為2008年5月15日開始試播的「HiHD」、以及2016年7月6日更名的「公視3台」，2024年8月13日改為現名。
小公視的前身為HiHD，也是臺灣第一個頻道。由公視接受原行政院新聞局「公共廣電與文化創意、數位電視發展兩年計畫」補助建置經營，HiHD從2008年5月15日睌上八點起開始試播，第一個播出的節目為連續劇《美味關係》。2012年7月24日正式開播，節目內容則以外國電影、戲曲、文化藝術和體育賽事等為主。
創台之初的頻道名稱為「HiHD」，「Hi」是「招呼」、「迎接」之意，「HD」是「High Definition」（高清）之意。2012年8月31日起，頻道名稱由「HiHD」更改為「公視HD」。
2016年7月6日凌晨兩點起更名為「公視3台」，定位為體育賽事、藝文、各國劇集的頻道。
2024年8月13日早上六點起更名為「小公視」，定位為兒童、青少年節目的頻道，同年8月20日正式開播。

## 概要
2008年5月15日，HiHD開始試播。HiHD是依據臺灣第二代地面無線數位電視規格，採用H.264/MPEG-4 AVC High Profile @ Level 4壓縮格式進行影像壓縮，採用AAC壓縮技術進行音訊壓縮，透過UHF頻段地面波播送1920×1080i 59.94Hz格式的DVB-T節目。HiHD向行政院申請新臺幣18億元，預定試播2年，至2010年5月截止。
2009年3月27日，HiHD開始發射傳送電子節目表（EPG），使所有可錄影之HD機上盒功能倍加完善。
2012年7月18日，國家通訊傳播委員會（NCC）第494次委員會議決議正式通過「公共電視高畫質頻道（CH30）正式營運執照申請案」。
2012年7月24日，HiHD正式開播。
2012年8月31日，HiHD改名為公視HD台。
2012年12月3日，公視HD台更換標誌，標誌中「HD」的外框已改為無外框。
2015年1月20日起，正式於中華電信MOD上架。
2016年6月8日，NCC正式通過公視換照和營運計畫變更案；7月6日，公視HD台正式更名為公視3台，頻道號碼也更改為CH11。
《聯合報》曾每天刊出公視3台的節目表（2016年因取消「電視節目表」版面而停止刊出，現只在農曆新年期間刊出），《Yahoo!奇摩電影》的「電視時刻」也可查詢得到。
2020年4月17日，NCC決議，若2019冠狀病毒病臺灣疫情有大規模停課而有電視頻道教學的需求，將徵用公視3台辦理電視教學節目製作及託播。2021年5月19日至5月28日，中華民國教育部徵用公視3台播出高級中學以下學校教學節目系列《疫起線上看》，播出時間為每週一至週五13:30－16:30，內容結合公視節目片段與教育部自製影片。
2024年8月13日，正式更名為兒少頻道「小公視」，並開始進行試播，同年8月20日正式開播。

## 建置計畫
節目訊號發射網路的建置計畫分為三期：
- 第一期建置計畫：建置北部地區及南部地區轉播站之高畫質電視頻道發射網路，訊號涵蓋範圍為臺灣北部地區（大臺北、桃園、新竹部份地區）、南部地區（高高屏、嘉義及雲林部份地區）。
- 第二期建置計畫：建置中部地區轉播站之高畫質電視頻道發射網路，訊號涵蓋範圍為臺灣中部地區（苗栗、臺中、彰化、雲林部份地區）。
- 第三期建置計畫：計畫建置東部地區宜蘭、花蓮、臺東三個站臺之高畫質電視頻道發射網路，以提供東部地區民眾收視HD訊號。

## 轉播站

### 已經啟用轉播站
- 臺北竹子山（位於臺北市北投區[12]）
- 臺北南港山（位於臺北市南港區）
- 桃園店子湖臺地（位於桃園市龍潭區）
- 苗栗三義站（位於苗栗縣三義鄉），2011年5月1日正式播放
- 南投站（位於南投縣南投市永興里），2011年5月1日正式播放
- 集集大山站（位於南投縣集集鎮）
- 臺南枕頭山（位於臺南市白河區）
- 壽山站
- 高雄中寮（位於高雄市旗山區與田寮區交界）
- 花蓮鯉魚山站（位於花蓮縣壽豐鄉）
- 臺東站（位於臺東縣太麻里鄉）

### 已經啟用補隙站
- 臺北丹鳳山（臺北市北投區）
- 基隆紅淡山（基隆市仁愛區）
- 新北八里、萬里、石碇、坪林
- 大湖武榮山（苗栗縣大湖鄉）
- 東勢吊神山（臺中市東勢區）
- 清水（臺中市清水區）
- 番路公田大山（嘉義縣番路鄉）
- 六龜美瓏山（高雄市六龜區）
- 恆春赤牛嶺、貓鼻頭（屏東縣恆春鎮）
- 宜蘭南澳
- 花蓮舞鶴（花蓮縣瑞穗鄉）、富里
- 臺東綠島
- 澎湖石泉、西嶼
- 金門太武山
- 馬祖南竿

## 涵蓋地區
- 北部：全區
- 中部：全區
- 南部：全區、屏東縣之平原區
- 东部：全區
- 外島：全區

## HIHD、公視HD台、公視3台時期曾播出的節目列表
包含在公視主頻播出的自製或外購的節目、戲劇、紀錄片、與其他頻道合作之體育賽事，及接受文化部（2012年前為行政院新聞局）補助之高畫質戲劇、數位修復電影等。（公視HD台時期的MOD訊號與其他播出方式的節目因版權問題，稍有不同。）

### 資訊節目
- 《公視藝文大道》
- 《美味縱貫現》
- 《部落風》（原視節目）
- 《聽聽看》

### 戲劇、電影
- 《新世紀福爾摩斯》
- 《痞子英雄》
- 《阿爸的願望》
- 《愛。回來》
- 《聽說》
- 《初戀風暴》
- 《我，19歲》
- 《愛你一萬年》
- 《絕對達令》
- 《搖滾保母》
- 《危機邊緣》
- 《廉政英雄》
- 《前男友》
- 《小孩大人》
- 《你是春風我是雨》
- 《怪醫豪斯》
- 《翻糖花園》
- 《溫柔的慈悲》
- 《夏至》
- 《他們在畢業的前一天爆炸》
- 《我可能不會愛你》
- 《遺忘》
- 《請為我鼓掌》
- 《法庭女王》
- 《超時空感應》
- 《老人·金魚·少女》
- 《那年，雨不停國》
- 《都鐸王朝》
- 《死神少女》
- 《雲頂天很藍》
- 《酷馬》
- 《重返犯罪現場》
- 《珍愛、百萬分之一》
- 《小怪手超級任務》
- 《咿比拇指精靈》
- 《熱帶魚》
- 《愛情萬歲》
- 《恐怖分子》
- 《泰迪不是熊》
- 《醉後決定愛上你》
- 《二二九光榮事變》
- 《美味關係》
- 《白袍下的高跟鞋》
- 《時間裁縫師（英语：El tiempo entre costuras）》
- 《星星知我心2007》
- 《惡女阿楚》*《給愛麗絲的奇蹟》

### 體育節目
- 《2012倫敦奧運》
- 《2012年美國網球公開賽》（和愛爾達體育台合播）
- 《2012第26屆亞洲棒球錦標賽》（和緯來體育台合播）
- 《2013年世界棒球經典賽》（部分和緯來體育台合播）
- 《第9季超級籃球聯賽季後賽》（和FOX體育台、FOX體育3台合播）
- 《第10季超級籃球聯賽季後賽》（含準決賽、總冠軍賽，和FOX體育台、FOX高畫質體育台合播）
- 《第11季超級籃球聯賽例行賽》（2013年12月8日起，每週日與FOX體育台聯播。2014年2月14日起，每週五、日與FOX體育台聯播。）
- 《第11季超級籃球聯賽季後賽》（和FOX體育台聯播）
- 《歐洲冠軍聯賽》
- 《第三十七屆威廉·瓊斯盃國際籃球邀請賽》（和緯來體育台合播）
- 《2014年世界盃足球賽》（和愛爾達體育台合播）
- 《2014年亞洲運動會》（和華視、緯來體育台、愛爾達體育台合播）
- 《2015年世界棒球12強賽》（和緯來體育台合播）
- 《2016里約熱內盧奧運》（和民視、愛爾達體育台合播）
- 《2018年亞洲運動會》（和東森新聞台、緯來體育台、愛爾達體育台合播）
- 《2019年世界棒球12強賽》（和緯來體育台、愛爾達體育台合播）
- 《第18季超級籃球聯賽》（與緯來體育台聯播）
- 《2020東京奧運》（和東森新聞台、愛爾達體育台合播）
- 《2024巴黎奧運》（和華視主頻、愛爾達體育台合播）

### 音樂節目
- 《音樂萬萬歲2》（週六15:00播出）
- 《那些年我們的歌》
- 《我們的音樂故事》

## 小公視播出的節目列表
包含在公視主頻播出的自製或外購的兒少節目、戲劇、紀錄片、與其他頻道合作之體育賽事，及接受文化部補助之高畫質戲劇、數位修復電影等。（MOD訊號與其他播出方式的節目因版權問題，稍有不同。）

### 兒少節目
- 《水果冰淇淋》
- 《球星人和地球人》
- 《The Tcup Show》
- 《動滋達滋森之島》
- 《WAWA哇！》
- 《小孩酷斯拉》
- 《台灣囝仔讚》
- 《鹹魚小隊》
- 《換個爸媽過幾天》
- 《Kakudan時光機》（與原視節目跟播）
- 《下課花路米-小學生出任務》
- 《流言追追追》
- 《收成e披一工》
- 《神廚賽恩師》
- 《屋頂音樂派對》
- 《古典魔力客-音樂的時光之旅》
- 《我們去公園玩》
- 《青春發言人》
- 《少年願望事務所》
- 《成仁高中偵探社》
- 《金孫任務》

### 知識節目
- 《小O事件簿》（客台節目）
- 《一字千金 筆武英雄會》
- 《歡迎動物寶貝》
- 《達爾文動物大開眼界》
- 《酷知識》

### 戲劇 動畫 節目

#### 戲劇類
- 《什麼都沒有雜貨店》
- 《百味小廚神—中元大餐》

#### 動畫類
- 《汪汪隊立大功》
- 《閻小妹 妙妙園遊會》
- 《吉娃斯愛科學:太空站部落》
- 《籃球少年王》
- 《妖果小學》、《妖果小學–交通安全動畫》

#### 電影類
- 奇蹟小雨燕
- 飛天魔毯
- 森林傳說：水之魔法石
- 魔法阿媽
- 北極戰隊
- 閃閃小超人電影版

### 體育節目
- 《2024巴黎帕運》（和華視教育體育文化台、愛爾達體育台合播）
- 《U12亞洲少棒錦標賽》（和愛爾達體育台合播）
- 《敢動應援團》
- 《2024-2025歐洲冠軍足球聯賽》

## 頻道標誌變遷
| LOGO | 使用期間                     | 備註                                 |
| ---- | ---------------------------- | ------------------------------------ |
|      | 2008年5月15日至2012年8月30日 | HiHD時期－第一代標誌，具有HiHD字樣。 |
|      | 2012年8月31日至2016年7月5日  | 第二代標誌，更名為「公視HD」字樣。   |
|      | 2016年7月6日至2024年8月12日  | 第三代標誌，改為「公視3」字樣。      |
|      | 2024年8月13日至今            | 第四代標誌，改為「PTS XS」字樣。     |

## 外部連結
- 小公視 （页面存档备份，存于）
- 098 小公視 - 中華電信 MOD網站